# Cambridge (Vermont)
Cambridge es un pueblo ubicado en el condado de Lamoille en el estado estadounidense de Vermont. En el año 2010 tenía una población de 3.659 habitantes y una densidad poblacional de 22,19 personas por km².

## Geografía
Cambridge se encuentra ubicado en las coordenadas 44°38′28″N 72°50′7″O / 44.64111, -72.83528.

## Demografía
Según la Oficina del Censo en 2000 los ingresos medios por hogar en la localidad eran de $44,950 y los ingresos medios por familia eran $49,274. Los hombres tenían unos ingresos medios de $35,264 frente a los $23,199 para las mujeres. La renta per cápita para la localidad era de $20,527. Alrededor del 5.2% de la población estaba por debajo del umbral de pobreza.